# Gnibango (Mokolo)
Pour les articles homonymes, voir Gnibango.
Gnibango (ou Nibango) est un village du Cameroun situé dans le département du Mayo-Tsanaga et la Région de l'Extrême-Nord. Il fait partie de la commune de Mokolo et du canton de Gawar.

## Population
En 1966-1967, la localité comptait 196 habitants, principalement des Peuls et des Mofu.
En 2005, lors du recensement général de la population et de l'habitat, on y a dénombré 585 habitants.